# 什蒂姆列市镇
什蒂姆列市镇（羅馬化：Opština Štimlje），是科索沃烏羅舍瓦茨區的一个市镇，行政中心为什蒂姆列。市镇面积为134平方公里，人口数量为27,324人（2011年）。